# Emanuele Giordana
Emanuele Giordana (Milano, 26 gennaio 1953) è un giornalista, scrittore e saggista italiano, cofondatore di Lettera22, direttore editoriale del portale atlanteguerre.it.

## Biografia
Si è laureato in Geografia umana a Milano con Giacomo Corna Pellegrini e diplomato all'IsMEO dove è stato docente di cultura indonesiana. A Milano è stato direttore responsabile della rivista "Quaderni Asiatici", esperienza giornalistica proseguita poi a Roma all'Avanti! e a Lettera22 di cui è stato cofondatore e direttore sino al 2011. È stato  uno dei conduttori storici della trasmissione Radiotre Mondo a Rai Radio 3 e di altri cicli (tra cui diversi in coppia con Mario Dondero) e tra i promotori dell'iniziativa "Afgana". È stato tra i fondatori dell'Osservatorio italiano sull'Asia "Asia Maior" e responsabile della sezione "Dossier Afghanistan". Insegna tecnica di scrittura e relazione tra media ed emergenze alla Scuola di giornalismo della Fondazione Lelio e Lisli Basso di Roma, all'Ispi di Milano e in diverse università italiane nei master di cooperazione allo sviluppo. Nel 2009 ha ricevuto il premio "Antonio Russo" per i suoi reportage radiofonici dall'Afghanistan. Nel 2010 è stato direttore dell'agenzia quotidiana Ntnn (Not in The News Net). Dal 20 gennaio 2011 al 30 giugno 2011 è stato direttore dell'emittente ambientalista Ecoradio. Collaboratore di Rainews24 dall'inizio delle trasmissioni dell'emittente, ha scritto principalmente per «Il manifesto», «Il Riformista», «Il Secolo XIX», «Il Mattino», «La Nuova Sardegna», «Diario della settimana», «L'Espresso» e altri quotidiani e magazine italiani ed esteri tra cui Lo Straniero e AspeniaOnline Archiviato il 6 dicembre 2011 in Internet Archive.. È stato inoltre direttore responsabile sino al 2016 dell'Agenzia radiofonica  "Amisnet". Nel dicembre 2011 ha ricevuto con Lisa Clark, a nome di "Afgana", il Premio per la Pace Tiziano Terzani. Nominato direttore nel febbraio 2012, ha firmato nove dei dieci numeri del mensile ambientalista «Terra», di cui era stato condirettore (nel formato quotidiano) dal settembre 2011. Nel 2013 è stato sostituito e il mensile ha smesso le pubblicazioni. Nel 2012 è stato con Soraya Malek responsabile della sezione speciale dedicata all'Afghanistan del Festival dell'isola d'Elba "Universocorto". Il suo blog (Great Game) tratta prevalentemente di politica internazionale e di Afghanistan. È dal 2016 presidente di  "Afgana", un'associazione per la ricerca e il sostegno alla società civile afgana registrata a Trento. Collabora con il quotidiano "il manifesto", "Aspenia", "Internazionale", "Ispionline", "Reset", Radio3, Radio Svizzera italiana, Radio Popolare. Durante la carriera giornalistica ha collaborato con diverse agenzie dell'Onu (Oms, Unops, Undp), con la Ficross e con la Cooperazione italiana. Dal 2018 è direttore editoriale del portale atlanteguerre.it . Nel 2021 ha pubblicato, con G. Battiston, una lunga postfazione sull'evoluzione del movimento talebano nella ristampa del libro di G. Bensi I Talebani (Luni Editore). Nel 2021 ha scritto la postfazione al saggio di Massimo Morello Burma Blue,uscito quell'anno per Rosenberg&Sellier. Nel 2023 ha collaborato alla stesura di  AA VV, 2023:Orizzonti di guerra, OgZero, 2023. Nel 2023 ha firmato come direttore responsabile il numero zero della rivista Lettera22. Nello stesso anno ha pubblicato con Next New Media una serie di 4 podcast sui "Confini di tenebra" dell'Asia di Sudest . Nel 2025 ha pubblicato con Massimo Morello il reportage inchiesta "Asia criminale" (Baldini&Castoldi).

## Pubblicazioni principali
- La scommessa indonesiana (con Guido Corradi), Utet, 2003.
- Il Dio della guerra (a cura di e con Paolo Affatato), Guerini e associati, 2003.
- A Oriente del profeta (a cura di e con Paolo Affatato), O barra O, 2005, ISBN 88-87510-25-3.
- (curatela), Geopolitica dello tsunami, O barra O, 2005, ISBN 88-87510-23-7.
- Afghanistan. Il crocevia della guerra alle porte dell'Asia, Editori Riuniti, 2007.
- (curatela), Tibet. Lotta e compassione sul Tetto del mondo, Il Riformista, 2008.
- Diario da Kabul. Appunti da una città sulla linea del fronte, O barra O, 2010, ISBN 978-88-87510-77-5.
- Due pacifisti e un generale (con Ritanna Armeni), Ediesse, 2010, ISBN 88-230-1522-7.
- Lo scatto umano (con Mario Dondero), Laterza, 2014, ISBN 978-88-581-1080-5
- (curatela), A oriente del Califfo A est di Raqqa: il progetto dello Stato Islamico per la conquista dei musulmani non arabi, Rosemberg & Sellier, 2017, ISBN 88-7885-528-6
- Viaggio all'Eden, Laterza, 2017, ISBN 978-88-581-2771-1
- Viaggio all'Eden, Economica Laterza, 2019
- (curatela), Sconfinate. Terre di confine e storie di frontiera, Rosemberg & Sellier, 2018, EAN: 9788878856035
- (curatela), La grande illusione. L'Afghanistan in guerra dal 1979, Rosemberg & Sellier, 2019
- La sfida indonesiana (con Guido Corradi), Ipocan 2022
- La nuova chiamata alle armi (con Raffaele Crocco), Terranuova, 2023, ISBN/EAN	9788866818137
- Asia criminale (con Massimo Morello) Baldini&Castoldi, 2025, EAN: 9791254942444